# William Bøving
William Bøving Vick (Charlottenlund, 1º marzo 2003) è un calciatore danese, attaccante dello Sturm Graz.

## Carriera

### Club
Cresciuto nel settore giovanile del Copenaghen, debutta in prima squadra il 4 marzo 2020 in occasione dell'incontro di DBUs Landspokalturnering perso 2-0 contro l'Aalborg. Nell'estate del 2022 è stato ceduto per 2,2 milioni di euro allo Sturm Graz, club della prima divisione austriaca.

### Nazionale
Ha giocato in tutte le nazionali giovanili danesi comprese tra l'Under-16 e l'Under-21.

## Statistiche

### Presenze e reti nei club
Statistiche aggiornate al 25 maggio 2025.
| Stagione          | Squadra           | Campionato        | Campionato | Campionato | Coppe nazionali | Coppe nazionali | Coppe nazionali | Coppe continentali | Coppe continentali | Coppe continentali | Altre coppe | Altre coppe | Altre coppe | Totale | Totale | Totale |
| Stagione          | Squadra           | Comp              | Pres       | Reti       | Comp            | Pres            | Reti            | Comp               | Pres               | Reti               | Comp        | Pres        | Reti        | Pres   | Reti   |        |
| ----------------- | ----------------- | ----------------- | ---------- | ---------- | --------------- | --------------- | --------------- | ------------------ | ------------------ | ------------------ | ----------- | ----------- | ----------- | ------ | ------ | ------ |
| 2019-2020         | Copenaghen        | SL                | 0          | 0          | CD              | 1               | 0               | UEL                | 1                  | 0                  | -           | -           | -           | 2      | 0      |        |
| 2020-2021         | Copenaghen        | SL                | 1          | 0          | CD              | 0               | 0               | UEL                | 0                  | 0                  | -           | -           | -           | 1      | 0      |        |
| 2021-2022         | Copenaghen        | SL                | 26         | 2          | CD              | 1               | 0               | UECL               | 10                 | 3                  | -           | -           | -           | 37     | 5      |        |
| ago. 2022         | Copenaghen        | SL                | 3          | 0          | CD              | 0               | 0               | UCL                | 1                  | 0                  | -           | -           | -           | 4      | 0      |        |
| Totale Copenaghen | Totale Copenaghen | Totale Copenaghen | 30         | 2          |                 | 2               | 0               |                    | 12                 | 3                  |             | -           | -           | 44     | 5      |        |
| 2022-2023         | Sturm Graz        | BL                | 17         | 1          | CA              | 1               | 0               | UEL                | 6                  | 2                  | -           | -           | -           | 24     | 3      |        |
| 2023-2024         | Sturm Graz        | BL                | 28         | 2          | CA              | 5               | 2               | UCL+UEL+UECL       | 2+6+4              | 1+2+0              | -           | -           | -           | 45     | 7      |        |
| 2024-2025         | Sturm Graz        | BL                | 30         | 11         | CA              | 4               | 0               | UCL                | 8                  | 0                  | -           | -           | -           | 42     | 11     |        |
| Totale Sturm Graz | Totale Sturm Graz | Totale Sturm Graz | 75         | 14         |                 | 10              | 2               |                    | 26                 | 5                  |             | -           | -           | 111    | 21     |        |
| Totale carriera   | Totale carriera   | Totale carriera   | 105        | 16         |                 | 12              | 2               |                    | 38                 | 8                  |             | -           | -           | 155    | 26     |        |

### Cronologia presenze e reti in nazionale
| Cronologia completa delle presenze e delle reti in nazionale ― Danimarca under 21 | Cronologia completa delle presenze e delle reti in nazionale ― Danimarca under 21 | Cronologia completa delle presenze e delle reti in nazionale ― Danimarca under 21 | Cronologia completa delle presenze e delle reti in nazionale ― Danimarca under 21 | Cronologia completa delle presenze e delle reti in nazionale ― Danimarca under 21 | Cronologia completa delle presenze e delle reti in nazionale ― Danimarca under 21 | Cronologia completa delle presenze e delle reti in nazionale ― Danimarca under 21 | Cronologia completa delle presenze e delle reti in nazionale ― Danimarca under 21 |
| Data                                                                              | Città                                                                             | In casa                                                                           | Risultato                                                                         | Ospiti                                                                            | Competizione                                                                      | Reti                                                                              | Note                                                                              |
| --------------------------------------------------------------------------------- | --------------------------------------------------------------------------------- | --------------------------------------------------------------------------------- | --------------------------------------------------------------------------------- | --------------------------------------------------------------------------------- | --------------------------------------------------------------------------------- | --------------------------------------------------------------------------------- | --------------------------------------------------------------------------------- |
| 3-9-2021                                                                          | Søborg                                                                            | Danimarca under 21                                                                | 1 – 1                                                                             | Grecia under 21                                                                   | Amichevole                                                                        | -                                                                                 | 46’                                                                               |
| 7-9-2021                                                                          | Astana                                                                            | Kazakistan under 21                                                               | 0 – 1                                                                             | Danimarca under 21                                                                | Qual. Europeo Under-21 2023                                                       | 1                                                                                 |                                                                                   |
| 8-10-2021                                                                         | Edimburgo                                                                         | Scozia under 21                                                                   | 0 – 1                                                                             | Danimarca under 21                                                                | Qual. Europeo Under-21 2023                                                       | -                                                                                 | 64’                                                                               |
| 12-10-2021                                                                        | Lovanio                                                                           | Belgio under 21                                                                   | 1 – 0                                                                             | Danimarca under 21                                                                | Qual. Europeo Under-21 2023                                                       | -                                                                                 | 63’                                                                               |
| 16-11-2022                                                                        | Alanya                                                                            | Turchia under 21                                                                  | 1 – 2                                                                             | Danimarca under 21                                                                | Qual. Europeo Under-21 2023                                                       | -                                                                                 | 90+2’                                                                             |
| 29-3-2022                                                                         | Herning                                                                           | Danimarca under 21                                                                | 1 – 1                                                                             | Belgio under 21                                                                   | Qual. Europeo Under-21 2023                                                       | -                                                                                 | 85’                                                                               |
| 17-11-2022                                                                        | Serik                                                                             | Danimarca under 21                                                                | 2 – 2                                                                             | Svezia under 21                                                                   | Amichevole                                                                        | -                                                                                 | 45’                                                                               |
| 20-11-2022                                                                        | Serik                                                                             | Danimarca under 21                                                                | 3 – 0                                                                             | Ungheria under 21                                                                 | Amichevole                                                                        | -                                                                                 | 29’                                                                               |
| 16-6-2023                                                                         | Jonava                                                                            | Lituania under 21                                                                 | 1 – 2                                                                             | Danimarca under 21                                                                | Qual. Europeo Under-21 2025                                                       | -                                                                                 | 66’                                                                               |
| 7-9-2023                                                                          | Tomblaine                                                                         | Francia under 21                                                                  | 4 – 1                                                                             | Danimarca under 21                                                                | Amichevole                                                                        | -                                                                                 | 62’                                                                               |
| 11-9-2023                                                                         | Vejle                                                                             | Danimarca under 21                                                                | 0 – 2                                                                             | Slovacchia under 21                                                               | Amichevole                                                                        | -                                                                                 | 62’                                                                               |
| 22-3-2024                                                                         | Ried im Innkreis                                                                  | Austria under 21                                                                  | 1 – 1                                                                             | Danimarca under 21                                                                | Amichevole                                                                        | -                                                                                 | 46’                                                                               |
| 26-3-2024                                                                         | Vejle                                                                             | Danimarca under 21                                                                | 3 – 0                                                                             | Lituania under 21                                                                 | Qual. Europeo Under-21 2025                                                       | -                                                                                 | 62’                                                                               |
| 6-9-2024                                                                          | Reykjavík                                                                         | Islanda under 21                                                                  | 4 – 2                                                                             | Danimarca under 21                                                                | Qual. Europeo Under-21 2025                                                       | -                                                                                 | 64’                                                                               |
| 10-9-2024                                                                         | Vejle                                                                             | Danimarca under 21                                                                | 5 – 0                                                                             | Rep. Ceca under 21                                                                | Qual. Europeo Under-21 2025                                                       | 1                                                                                 | 62’                                                                               |
| 15-10-2024                                                                        | Vejle                                                                             | Danimarca under 21                                                                | 2 – 0                                                                             | Islanda under 21                                                                  | Qual. Europeo Under-21 2025                                                       | -                                                                                 |                                                                                   |
| 20-3-2025                                                                         | Serik                                                                             | Polonia under 21                                                                  | 3 – 3                                                                             | Danimarca under 21                                                                | Amichevole                                                                        | -                                                                                 | 60’                                                                               |
| 24-3-2025                                                                         | Cittadella                                                                        | Italia under 21                                                                   | 1 – 1                                                                             | Danimarca under 21                                                                | Amichevole                                                                        | -                                                                                 |                                                                                   |
| 12-6-2025                                                                         | Prešov                                                                            | Ucraina under 21                                                                  | 2 – 3                                                                             | Danimarca under 21                                                                | Europeo Under-21 2025 - 1º turno                                                  | 1                                                                                 | 81’                                                                               |
| 15-6-2025                                                                         | Prešov                                                                            | Paesi Bassi under 21                                                              | 1 – 2                                                                             | Danimarca under 21                                                                | Europeo Under-21 2025 - 1º turno                                                  | -                                                                                 | 60’                                                                               |
| 18-6-2025                                                                         | Košice                                                                            | Danimarca under 21                                                                | 2 – 2                                                                             | Finlandia under 21                                                                | Europeo Under-21 2025 - 1º turno                                                  | -                                                                                 |                                                                                   |
| 22-6-2025                                                                         | Prešov                                                                            | Danimarca under 21                                                                | 2 – 3                                                                             | Francia under 21                                                                  | Europeo Under-21 2025 - Quarti di finale                                          | -                                                                                 | 72’                                                                               |
| Totale                                                                            |                                                                                   | Presenze                                                                          | 22                                                                                |                                                                                   | Reti                                                                              | 3                                                                                 |                                                                                   |

## Palmarès

### Club

#### Competizioni nazionali
- Campionato danese: 1

Copenaghen: 2021-2022
- Coppa d'Austria: 2

Sturm Graz: 2022-2023, 2023-2024
- Campionato austriaco: 2

Sturm Graz: 2023-2024, 2024-2025